# Luc van Slooten
Luc David van Slooten (Vechta, 17 aprile 2002) è un cestista tedesco.